# 서사시환
서사시환 (敍事詩環, 그리스어: Επικός Κύκλος 에피코스 퀴클로스[*], 영어: Epic Cycle)은 고대 그리스의 트로이 전쟁과 관련된 일련의 서사시 모음을 말한다. 잘 알려진 호메로스의 《일리아스》, 《오디세이아》를 포함하여 《퀴프리아》,  《아이티오피스》, 《소 일리아스》, 《일리오스의 함락》, 《귀향》, 《텔레고네이아》를 말한다. 이중에서 온전히 남겨져 있는 것은 일리아스와 오디세이아 뿐이고 나머지는 단편으로만 알려져 있다. 일부 학자들은 호메로스의 두 서사시를 서사시환에 포함하기도 하지만 보통 "서사시환"의 서사시는 일리아스, 오디세이아를 제외한 다른 서사시만을 지칭한다. 이 서사시들은 모두 강약약격의 육각운으로 지어졌다.
통상 서사시환은 ‘트로이환’으로 부르기도 하는데 이는 테베에 관한 서사시의 모음집인 테바이권(Θηβαϊκὸς Κύκλος)과 구분하기 위한 것이다.

## 주요 내용
| 제목                                         | 분량 (권수) | 주요 저자                | 내용 |
| -------------------------------------------- | ----------- | ------------------------ | --- |
| 퀴프리아 (Κύπρια, Kypria)                    | 11          | 스타시노스               | 파리스의 재판을 비롯하여 트로이 전쟁의 처음 9년의 대립상황                                                 |
| 일리아스 (Ἰλιάς, Iliás)                      | 24          | 호메로스                 | 아가멤논에 대한 아킬레우스의 분노와 파트로클로스의 죽음으로 인한 아킬레우스의 복수, 헥토르의 죽음으로 끝남 |
| 아이티오피스 (Αἰθιοπίς, Aithiopis)           | 5           | 아르크티노스             | 아마조네스의 펜테실레이아 및 멤논등 트로이 동맹군의 도착, 안틸로코스의 죽음 및 아킬레우스의 죽음           |
| 소 일리아스 (, Ilias mikra)                  | 4           | 레스체스                 | 트로이 목마의 제작을 비롯한 아킬레우스 죽음 이후의 사건들                                                  |
| 일리오스의 함락 (Ἰλίου πέρσις, Ilíou pérsis) | 2           | 아르크티노스             | "트로이의 약탈" : 그리스군에 의한 트로이의 함락 및 약탈                                                    |
| 귀향 (Νόστοι, Nóstoi)                        | 5           | 아기아스 또는 에우멜노스 | 그리스군의 본국 귀환 및 그 이후의 사건들                                                                   |
| 오디세이아 (Ὀδύσσεια, Odússeia)              | 24          | 호메로스                 | 오디세우스의 모험과 귀국, 페넬로페의 구혼자들에 대한 복수                                                  |
| 텔레고네이아 (Τηλεγόνεια, Tēlegoneia)        | 2           | 에우감몬                 | 오디세우스의 테스프로티아로의 항해 및 이타케로의 귀환 및 텔레고노스에 의한 죽음                            |